# Q’orianka Kilcher

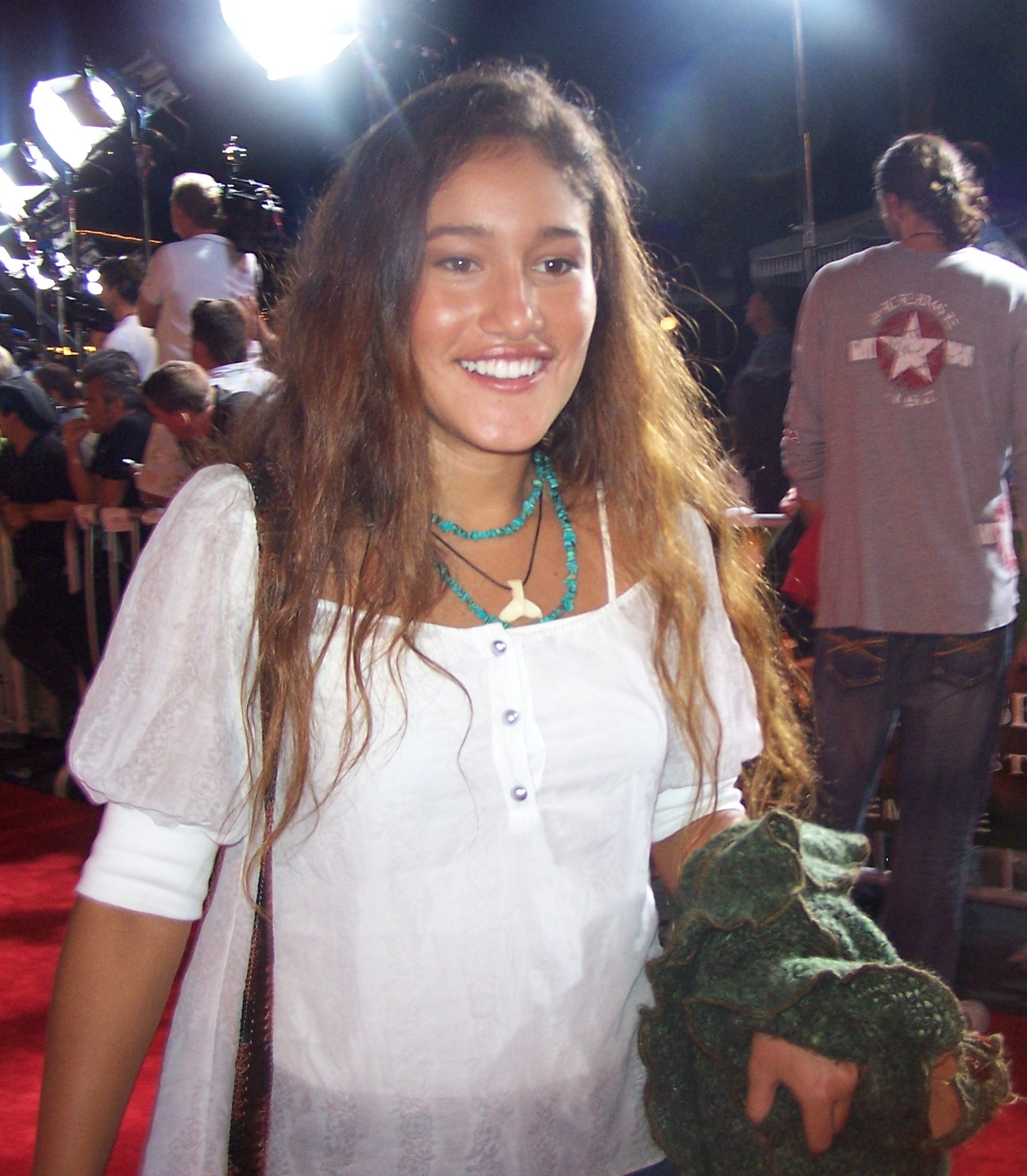
Q’orianka Kilcher (2004)

Q’orianka Kilcher, vollständiger Name Q’orianka Waira Qoiana Kilcher (* 11. Februar 1990 in Schweigmatt, Deutschland), ist eine US-amerikanische Schauspielerin.

## Leben
Ihr Urgroßvater mütterlicherseits, der in Zuchwil aufgewachsene Bürger von Nunningen im Schweizer Kanton Solothurn Yule Kilcher, wanderte zu Beginn des Zweiten Weltkrieges nach Alaska aus und heiratete dort Ruth Weber aus Pratteln. In Alaska wurden Q’oriankas Großmutter, die sich später in Deutschland niederließ, und ihre Mutter geboren. Diese bereiste die Welt und lernte in Peru den zu den Quechua gehörenden Vater Q’oriankas kennen. In der Sprache ihres Vaters bedeutet Kilchers Vorname „Goldener Adler“.
Q’orianka Kilcher wurde in Schweigmatt im südlichen Schwarzwald geboren, verbrachte ihre Kindheit auf Hawaii und lebte später mit Mutter und Bruder in Los Angeles. Ihr Vater kam alle vier bis fünf Jahre zu Besuch aus Peru. Sie ist eine Nichte zweiten Grades der Sängerin Jewel Kilcher.
Kilcher selbst trat seit ihrem sechsten Lebensjahr als Straßensängerin auf. Nachdem ihre Familie 1999 nach Los Angeles gezogen war, erhielt sie ein Engagement als Chorsängerin in der Bühnenshow How the Grinch Stole Christmas und in der Verfilmung Der Grinch (2000, mit Jim Carrey).
2002 trat sie in der Castingshow Star Search an, schied jedoch früh aus. Im selben Jahr hatte sie eine kleine Rolle in einer Episode der Fernsehserie Madison Heights.
International bekannt wurde Kilcher, als sie der Filmregisseur Terrence Malick neben Colin Farrell für die weibliche Hauptrolle der Pocahontas in seinem Historienfilm The New World (2005) auswählte. Der Film war finanziell in den USA ein mäßiger Erfolg, erntete aber eine Oscar-Nominierung für die beste Kamera. Kilcher erhielt sehr gute Kritiken und die Auszeichnung des National Board of Review als beste Nachwuchsschauspielerin. 2009 spielte sie in Marc Forbys Film Princess Ka'iulani die Hauptrolle.
2018 wurde sie in die Academy of Motion Picture Arts and Sciences berufen, die jährlich die Oscars vergibt.

## Filmografie (Auswahl)

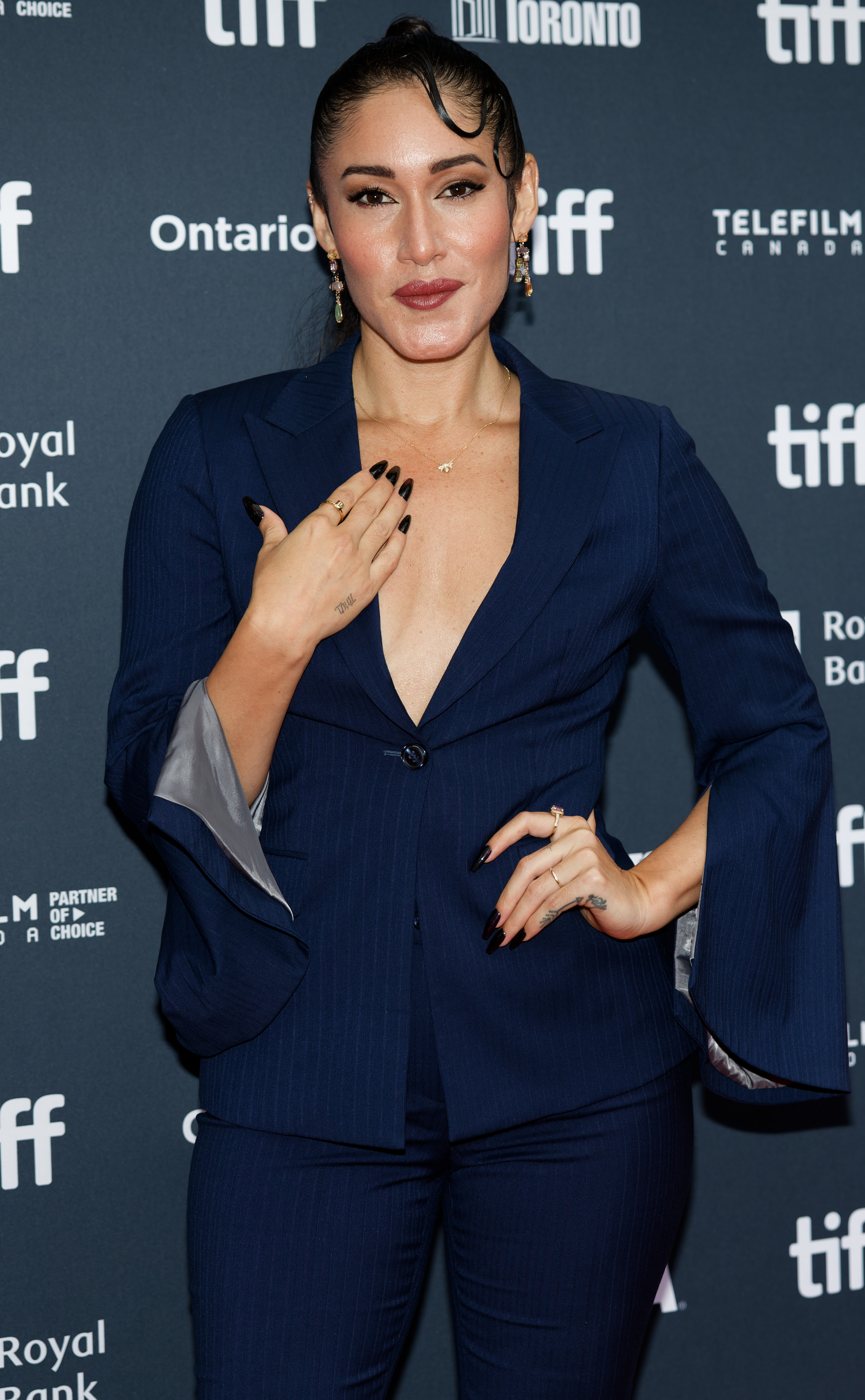
Q’orianka Kilcher beim Toronto International Film Festival (2024)

- 2000: Der Grinch (How the Grinch Stole Christmas)
- 2002:	Madison Heights – Small World (Fernsehserie)
- 2005:	The New World
- 2009:	The People Speak (Dokumentarfilm)
- 2009:	Princess Ka'iulani
- 2010:	Sons of Anarchy (Fernsehserie, vier Episoden)
- 2011:	Shouting Secrets
- 2011:	Neverland – Reise in das Land der Abenteuer (Neverland, Fernseh-Zweiteiler)
- 2012:	Firelight (Fernsehfilm)
- 2012:	The Killing (Fernsehserie, 2 Episoden)
- 2012: Longmire – Unfinished Business (Fernsehserie)
- 2013: 20 Minutes – The Power of Few (The Power of Few)
- 2013:	Blaze You Out
- 2013: Running Deer (Kurzfilm)
- 2013: The Power of Few
- 2013: The Birthday Boys – Rock and Roll (Fernsehserie)
- 2015: Winter Light (Kurzfilm)
- 2015: Sky: Der Himmel in mir (Sky)
- 2015: Ben & Ara
- 2015: Unnatural
- 2016: Te Ata – Stimme des Volkes (Te Ata)
- 2017: The Safe – Niemand wird verschont (The Vault)
- 2017: Feinde – Hostiles (Hostiles)
- 2018: The Alienist – Die Einkreisung (The Alienist, Miniserie, sieben Episoden)
- 2019: Drunk History – National Parks (Fernsehserie)
- 2019: Die Farbe aus dem All (Color Out of Space)
- 2019: Dora und die goldene Stadt (Dora and the Lost City of Gold)
- 2020–2022: Yellowstone (Fernsehserie, 8 Episoden)
- 2022: Dog
- 2024: The Life of Chuck
- 2024: The Unholy Trinity

## Diskografie (Auswahl)
Singles
- 2015: Love Song to the Earth (Verkäufe: + 11.000;[2] als Teil von Friends of the Earth)

## Auszeichnungen (Auswahl)
- 2005: National Board of Review – Auszeichnung in der Kategorie Best Breakthrough Performance für The New World
- 2006: ALMA Award – Auszeichnung in der Kategorie Outstanding Actress in a Motion Picture für The New World
- 2012: Philadelphia FirstGlance Film Festival – Auszeichnung in der Kategorie Best Ensemble Cast für Shouting Secrets